# 自民党ネットサポーターズクラブ

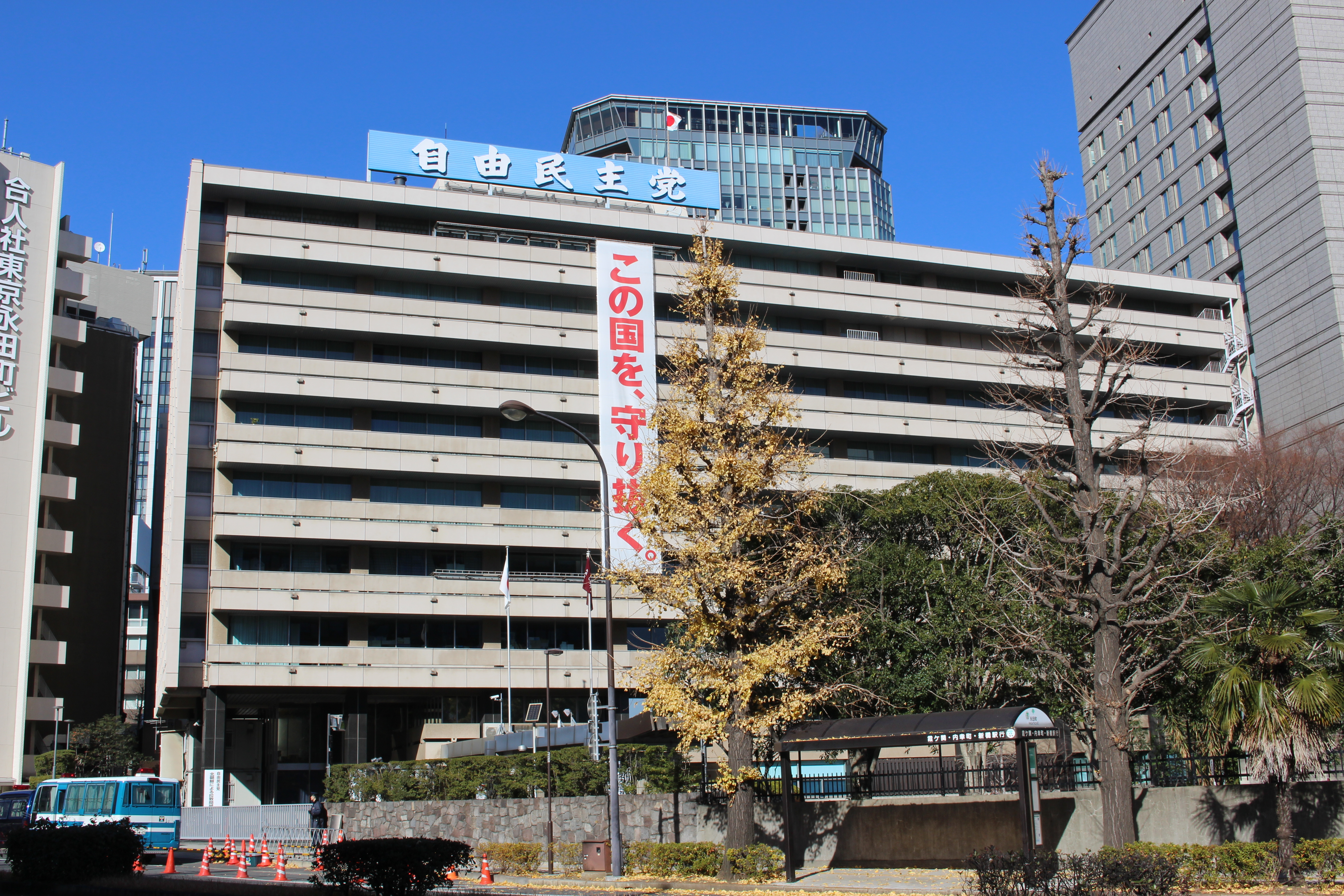
事務所を置く自民党本部

自民党ネットサポーターズクラブ（じみんとうネットサポーターズクラブ）は、主にインターネットを介して活動する日本の自由民主党（自民党）の支援組織である。略称J-NSC。
自由民主党公認サポーターズクラブであるが、この会は、自民党ネットサポーターズクラブが正式名称である。

## 概要
2009年の第45回衆議院議員総選挙で自民党は敗れ、下野した。この選挙で自民党を支援してパンフレット137万部を配布した約1800人のうち、有志17人が企画委員として参加し、その人達が核となったボランティア団体として、2010年5月に発足が公表された。
18歳以上で日本国籍を有し、規約や活動ガイドラインに同意すれば、自民党の党員でなくても参加できる。自民党への積極的支持者でなくても、他党に国政を託すのは不安という消極的支持者や、議員個人の支援者でも受け付けるとしている。
『毎日新聞』の報道によると、2017年時点の会員数は約1万9000人。自民党やJ-NSC事務局は総会などの場で会員に対して、公職選挙法上の選挙違反や名誉毀損、侮辱罪などに問われかねない行為について注意喚起を行っているというが、基本的に、後述のように活動は自己責任であるとする。
本クラブに沿う形で自民党の「J-NSC支部」が組織されている。中川昭一の言葉「飛翔する日本へ」をスローガンとし、麻生太郎が毛筆で書したものが公式サイトに掲げられている。

### 団体データ
- 会員数：約1万9000人
- 事務所：自由民主党本部内（東京都千代田区永田町1-11-23）
- 主な機関
  - 総会 - 最高機関。代表が招集する。定時総会は年1回[5]。
  - 企画会議 - 活動方針と活動内容を決定する。いわば役員会。代表と企画委員が参加する。

#### 役員
- 最高顧問 - 麻生太郎、谷垣禎一
- 相談役 - 小池百合子
- 代表 - 自民党ネットメディア局長
- 事務局長 - 新藤義孝（2010年11月- ）

#### 歴代代表
- 初代 - 新藤義孝
- 2代 - 平井卓也
- 3代 - 中山泰秀

### 会員
公式サイトによると会員資格は次の通りである。
1. 「日本国籍を有する18歳以上の方（自民党籍の有無は問いません）」
2. 「本会の目的に同意し、規約、プライバシーポリシーに同意できる方」

このように自民党員でも非党員でも会員になれることを謳っており、本クラブの会員登録しただけでは党員・党友（自由国民会議・政治資金団体の国民政治協会）と違って、本クラブ会員資格には党総裁選の選挙権はない。会費は無料で、ウェブサイトから会員登録すると会員証が送付される。その性格上、日本全国に会員を抱える。団体の入会は受け付けていない。また、規約には「会員は本会の活動を自己の責任と負担において行う」とした免責条項があり、組織体でありながら入会しても無権利・無保証であることが予め決められている。
本クラブの設立総会参加者に対しては、麻生太郎が推薦人となって党員登録を受け付けた。入党すると従来の都道府県連や地域支部や職域支部ではなく「本部直轄党員」や「J-NSC支部所属党員」となる。

### 活動
公式サイト上に会員専用の動画配信、電子掲示板が存在し、会員間の交流ができる。選挙時などにはビラ配布などの活動を行う。設立総会をはじめ、主要なオフ会はニコニコチャンネルの「自民党チャンネル」で生中継されている。
規約には次のように謳われている。
1. 「党のパンフレット・ビラの配布およびポスティング活動」
2. 「インターネット等を活用した各種広報活動・情報収集活動・会員相互の交流活動」
3. 「党への提言」

## 沿革
- 自民党本部で開催された2010年6月9日の設立総会は、参加者の申込数が会場収容人数予想以上のため、受付を6月2日で締め切った。設立総会に参加した自民党国会議員は他に安倍晋三・大島理森・松本純・義家弘介・丸川珠代・小泉進次郎・河野太郎がいる。
- 第22回参議院議員通常選挙では本クラブ会員から東海由紀子・三橋貴明が立候補したが落選。
- 2010年9月には札幌市内でオフ会開催。第45回衆議院議員補欠選挙で小選挙区（北海道第5区）からの当選を目指していた町村信孝への事実上の支援集会となった。
- 2011年2月には福岡市内でオフ会開催。国政復帰を目指す三原朝彦や数ヵ月後に出馬予定の福岡県議会候補への事実上の支援集会となる。岩屋毅も参加した。
- 2011年5月27日、設立当初に目標としていた会員1万人を達成。当日付のJ-NSCメールマガジンで発表された。
- 2011年6月29日にオフ会を自民党本部で開催。
- 自民党中央政治大学院と連動した「J-NSCまなびとプロジェクト」を実施。2011年7月の第1回勉強会は講師に西村康稔を迎えた（テーマは「エネルギー政策」）。

## 問題
・2017年10月6日衆院選公示前に、自民党では6日、自民党ネットサポーターズクラブの緊急総会が開かれ、ニコニコ生放送で生中継された。そこでは、会員からのどこからが誹謗中傷や侮辱になるかという質問に対し、ネットサポーターズクラブを統括する自民党ネットメディア局長（当時衆院議員）が他党を揶揄するいくつかの言葉については「パロディだからOKだと思います」と答えたほか、会員から“従軍慰安婦像の辻元清美”や“手榴弾を投げる人民解放軍姿の志位和夫”の画像付きの投稿を行っている旨の質問に対しては、「個人のご判断だと思います」と事実上、個人の判断と責任に任す態度をとった。他に、初めは自民党側の司会者が処罰の対象となる行為について解説していたが、会員の一人から、そういう上品な姿勢がいま私たちをこういう危機的な状況に追い込んだという見方もできる、『いい子ちゃん』でいるだけが正しい姿勢じゃないとの発言があり、拍手喝さいを浴びたという。リテラ編集部は、「ネットサポーターズクラブの実態は、自民党が日頃、民族差別や弱者差別を煽っている悪質なネトウヨたちを組織し、他党や政敵へのネガティブキャンペーンを行う“ステマ部隊”として使っているといわれてきた」が、この日の事態は、ネットサポーターらが具体的な「ネガキャン」相談を生中継の前で公然と行ったものとした。
・ジャーナリストの新恭は、自民党は2013年のネット選挙解禁に合わせてネット監視チームを立ち上げ、大手IT企業からソーシャルメディア投稿監視サービスを導入、党職員やIT関連企業のスタッフが24時間体制でネットを監視し、反自民的な書き込みを発見したら、プロバイダーに削除を要求しているばかりか、監視チームの情報はネトサポの全会員に流れる仕組みで、彼らがSNSなどで大量の攻撃をかけているのを想像すれば、ネトウヨ的言説があふれかえるのもうなずけるとする。